# ヤマギワソフト
ヤマギワソフト（英語: yamagiwa soft）は、かつて存在した映像コンテンツ・ゲーム・音楽ソフト専門の小売業者。

## 概要
元々、ヤマギワは早い段階から秋葉原にてソフト・ホビー関連商品の販売を行っていたが、多角経営の一環として日本国内の都市部にチェーン展開を開始した。当時は一部の店舗が「Soft in Dio yamagiwa」（ソフト・イン・ディオ ヤマギワ）という店名で営業していたが、後にヤマギワソフトに統一された。
しかし、ヤマギワの経営不振から、2002年8月21日にその事業・店舗はソフマップが設立した完全子会社・ソフマップソフト株式会社へ営業譲渡された。
営業譲渡後も、秋葉原でのソフト販売ショップとしての認知度を生かすためヤマギワソフトの名は存続していたものの、ソフマップが行った事業再編により、2007年6月1日にソフマップソフト株式会社が同社に吸収合併。さらに、同年9月に行われたソフマップ秋葉原地区店舗再編により店名がソフマップに統一され、ヤマギワソフトの店舗は秋葉原から消滅した。残る関東地区・名古屋地区の4店舗も順次店名をソフマップへと変更し、同年12月をもってヤマギワソフトの店舗は完全に消滅した。なお、この関東・名古屋の旧ヤマギワソフトのソフマップ4店舗は、2009年8月から10月にかけて行われた店舗再編の一環から、名古屋駅ナカ店内のCD・DVD売り場（旧・ヤマギワソフトコーナー）を除きすべて閉店することになった。
ヤマギワソフト時代のマスコットキャラクターは「ヤマギワソフ子」。

## 店舗

### ソフマップに統合された店舗

#### 秋葉原地区
以下の店舗は、2007年9月2日にすべて閉店した。それ以降、秋葉原地区の店舗はすべてソフマップブランドに統一・再編されている。
- ヤマギワソフト館（千代田区外神田3丁目13-12 IMYビル）
閉店後はソフマップパソコン総合館として営業。アニメ・アイドル関連のイベントスペースは秋葉原アミューズメント館に継承された。
2010年11月にソフマップAKIBA DutyFree'sに改装したが、2011年7月には音楽CD館などを吸収したアキバ☆ソフマップ1号店に再改装され、かつてのヤマギワソフト館の業態に近い形に戻った。
- ヤマギワソフトA館（旧：映像館）（千代田区外神田4丁目2-9）
閉店後はソフマップDVDソフト館として営業し、後にソフマップ買取センターへとリニューアルするも、2017年2月28日に閉店。
2017年5月8日から9月30日にかけて解体された[3]。
- ヤマギワソフトアニメ館（旧：B館）（千代田区外神田4丁目2-1 丸芝ビル）
閉店後はソフマップ音楽CD館として営業し、2011年6月にソフマップモバイル館へとリニューアルするも、2017年3月12日に閉店。
2017年5月8日から9月30日にかけて解体された[3]。
- ヤマギワU-SHOP（旧：U-SHOP2）（千代田区外神田4丁目2-7 信沢ビル）
閉店後はソフマップデジタルクリニックとして営業し、後にソフマップコンピュータクリニックへとリニューアルするも、2017年2月19日に閉店。
2017年5月8日から9月30日にかけて解体された[3]。

#### 関東地区
- ヤマギワソフトかわぐちキャスティ店（埼玉県川口市栄町3丁目7-1 かわぐちキャスティ5階）
2007年11月15日からはソフマップ川口駅前店として営業するも、2009年8月16日に閉店。
- ヤマギワソフト横須賀店（神奈川県横須賀市平成町3丁目21-4 LIVIN横須賀2階）
2007年11月15日からはソフマップ横須賀店として営業するも、2009年10月18日に閉店。

#### 名古屋地区
- ヤマギワソフトナディアパーク店（名古屋市中区栄3丁目18-1 ナディアパークセンター7階）
明治安田生命名古屋ビル地下のメルサプラッツ（名古屋市中区）からナディアパークへ移転。2007年12月5日からはソフマップナディアパーク店として営業するも、2009年8月2日に閉店。
- ソフマップ名古屋駅ナカ店内ヤマギワソフトコーナー（名古屋市中村区名駅1丁目1-4）
ヤマギワソフトメルサ店の機能を移管した店舗内の1コーナー。2007年12月4日にソフマップ名古屋駅ナカ店と統合された。名古屋駅ナカ店がビックカメラ名古屋駅西店内に移転のため2015年4月12日に閉店。

### ソフマップ統合以前に閉店した店舗

#### 秋葉原地区
- ヤマギワU-SHOP1（千代田区外神田3丁目13-10）
住友不動産秋葉原ビル建設による再開発のため2006年1月20日に閉店。

#### 関東地区
- ヤマギワソフト世田谷店（東京都世田谷区千歳台3丁目20-1）
ヤマギワ世田谷店の1コーナー。2000年に石丸電気への家電部門事業譲渡に伴い閉店。

- ヤマギワソフト横浜店（神奈川県横浜市中区羽衣町2-5）
ヤマギワ横浜店の1コーナー。2000年に石丸電気への家電部門事業譲渡に伴い閉店。石丸電気閉店後、2018年現在はパチンコ店のアビバ関内店。

- ヤマギワソフト千葉店（千葉県千葉市中央区祐光3丁目2-1）
ヤマギワ千葉店の1コーナー。1998年4月5日に閉店。

#### 名古屋地区
- ヤマギワソフトメルサ店（愛知県名古屋市中村区名駅1丁目2-4 メルサ6階）
メルサ名古屋駅前店6階に店舗を構えていたが、メルサが名鉄百貨店メルサ館（現在のメンズ館）として大幅にリニューアルするのに伴い、2006年5月20日に閉店。
4日後の5月24日に上記のソフマップ名古屋駅ナカ店内にヤマギワソフトコーナーが新設された。
- かつては明治安田生命名古屋ビル地下のメルサプラッツ（名古屋市中区）にも店舗が存在していたが、
ナディアパークの完成を期に同施設へ移転し、上記のヤマギワソフトナディアパーク店になった。

#### 大阪地区
- ヤマギワソフト大阪店（大阪府大阪市浪速区日本橋3丁目4-10）
1997年8月1日に開店。関西圏へ進出した唯一の店舗で、ラジオ関西の老舗アニラジ『青春ラジメニア』でも同店のCMが流れていた。
しかし、既存競合店との競争に敗れる形で次第に店舗規模を縮小の末、2002年4月20日に閉店。
店舗が入居していたビルは数年間の空きビル状態を経た後に解体され、現在ではホテルヒラリーズ（ビジネスホテル）が建っている。

## 提供番組

### テレビ番組
- テレビdeラジオ ヨロシク!DJ （テレビ愛知）
- BANG! （テレビ愛知）

### ラジオ番組
- ラジオ・アニメどんぶり（TBSラジオ）
- 林原めぐみのTokyo Boogie Night （TBSラジオ） - ネット局の東海ラジオのみ。番組自体はその後も存続している。
- 青春ラジメニア（ラジオ関西） - 番組自体はその後も存続している。

## 火災事故
2004年2月10日午後2時前に、秋葉原のヤマギワソフト館で原因不明の火災が発生した。
死傷者は出なかったものの、入居しているビルが1階から4階までが焼失し、全焼に近い状態となった。被害額は約4億6800万円だが全額が損害保険で補填された。検査の結果、ビルは修復可能と判断され、全面的な改修工事が行われ同年8月13日に営業再開した。
後にたこ足配線による過電流による発火が原因という報道があったが、ソフマップは報道を否定するプレスリリースを出しており、現場検証では原因不明という結果だったとしている。
なお、この建物のはす向かいの交差点が秋葉原通り魔事件の現場である。